# Slavko Janevski

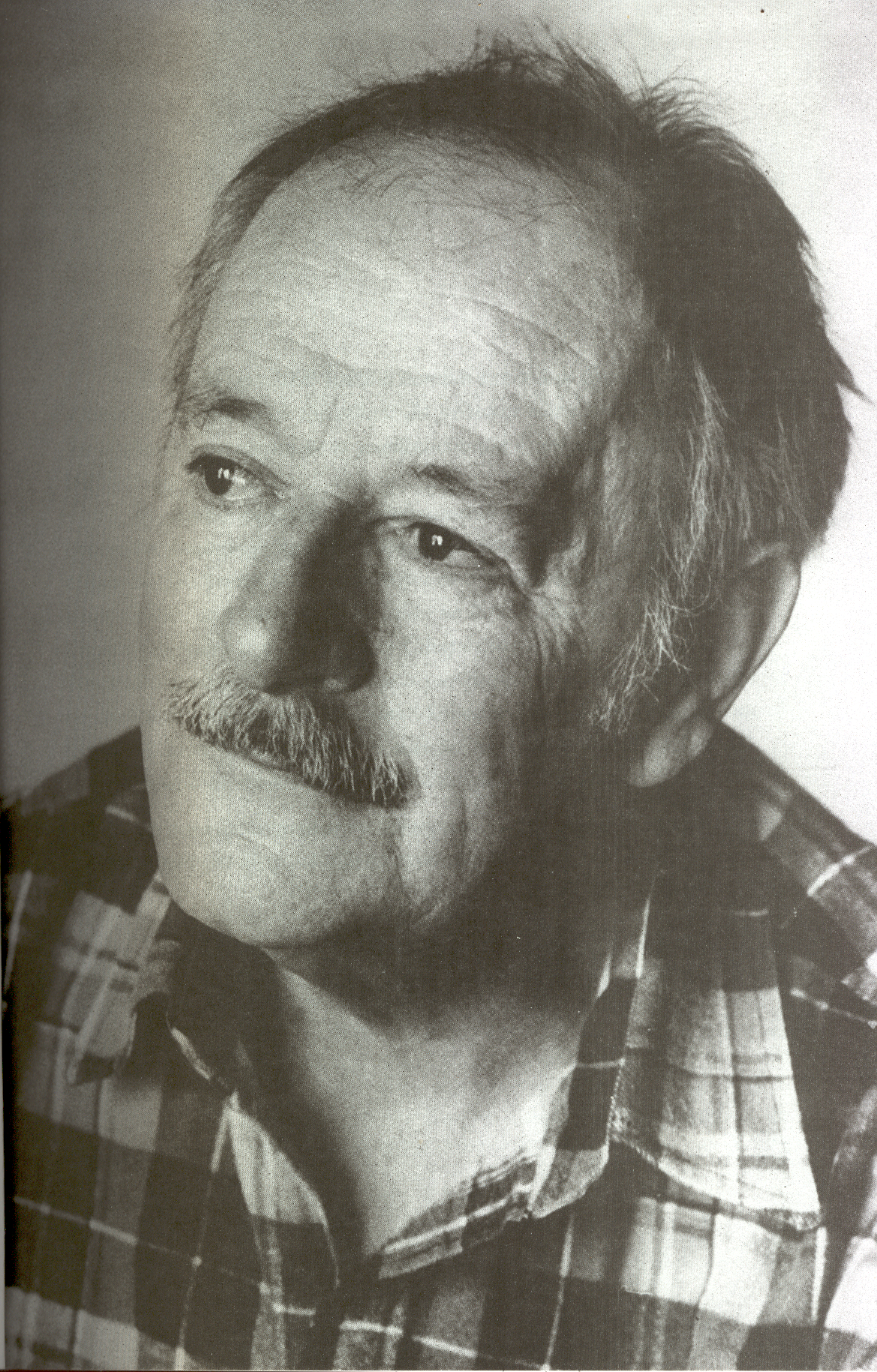
Slavko Janevski

Slavko Janevski (mazedonisch Славко Јаневски [ˈsɫafkɔ ˈjanɛfski]; * 11. Januar 1920 in Skopje; † 20. Januar 2000 ebenda) war ein mazedonischer Schriftsteller und Mitarbeiter der Geheimdienste.

## Leben
Janevski absolvierte die technische Schule in Skopje. Während des Zweiten Weltkriegs hielt er sich in Belgrad auf, kehrte aber nach dem Krieg wieder nach Skopje zurück. Dort war er als Verlagsleiter und Redakteur verschiedener Zeitschriften tätig. Janevski war Mitglied des Mazedonischen PEN und der Mazedonischen Akademie sowie Präsident der Mazedonischen Schriftstellervereinigung. Er erhielt zahlreiche Preise des jugoslawischen Staates.
Ein im Juni 2013 abgeschlossenes Lustrationsverfahren gegen Janevski kam zu dem Ergebnis, dieser habe unter dem Decknamen „Slavjan“ Berichte über andere Schriftsteller und Künstler für die jugoslawische Geheimpolizei UDBA angefertigt.

## Werke
Slavko Janevski war eine der ersten und zentralen Persönlichkeiten des jungen mazedonischen Kunstschaffens im kommunistischen Jugoslawien. Er verfasste zahlreiche Erzählungen und Romane, Gedichte, Kinderbücher, Essays und Filmdrehbücher.
- Selo zad sedumte jaseni, Roman 1952
- I bol i bes, Roman 1964
- Ein Pferd, mächtig wie das Schicksal, Erzählung dt. 1972
- I petto godišno vreme, 2001
- Izmislena tvrdina, 2002